# Collegio di Cardiff West
Cardiff West è un collegio elettorale gallese rappresentato alla camera dei Comuni del parlamento del Regno Unito. Elegge un membro del parlamento con il sistema maggioritario a turno unico; l'attuale parlamentare è Alex Barros-Curtis del Partito Laburista, che rappresenta il collegio dal 2024.

## Estensione

Il collegio dal 2010 al 2024

- 1950–1974: i ward del County Borough di Cardiff di Canton, Ely, Grangewater, Llandaff e Riverside.
- 1974–1983: i ward del County Borough di Cardiff di Canton, Ely, Llandaff, Plasmawr e Riverside.
- 1983–2010: i ward della Città di Cardiff di Caerau, Canton, Ely, Fairwater, Llandaff, Radyr and St Fagans e Riverside.
- 2010–2024: le divisioni elettorali di Cardiff di Caerau, Canton, Creigiau and St Fagans, Ely, Fairwater, Llandaff, Pentyrch, Radyr e Riverside.
- dal 2024: le divisioni elettorali di Cardiff di Caerau, Canton, Creigiau and St Fagans, Ely, Fairwater, Llandaff, Pentyrch, Radyr e Riverside ed il ward di Pontyclun nel distretto di contea di Rhondda Cynon Taf.

Fino al 2024 Cardiff West era interamente contenuto nei confini di Cardiff; comprende il quarto nord-occidentale della città ai confini con i borough di Rhondda Cynon Taf e Vale of Glamorgan. Le aree all'interno del collegio sono Riverside, Pontcanna, St Fagans ed Ely. Dal 2024 comprende anche un ward del distretto di contea di Rhondda Cynon Taf.

## Storia
Un seggio tradizionalmente sicuro per il Partito Laburista, Cardiff West fu rappresentato per 33 anni da George Thomas, che divenne Speaker della Camera dei comuni nel 1976, e fu rieletto senza affiliazioni ai partiti nel 1979. Nel collegio fu eletto un solo conservatore, nelle elezioni del 1983, quando divenne deputato Stefan Terlezki.
I laburisti riottennero il collegio alle successive elezioni del 1987, quando Rhodri Morgan venne eletto. Dopo la creazione dell'Assemblea Nazionale per il Galles, Morgan si dimise da Westminster nel 2001 per ricoprire la carica di leader del Partito Laburista Gallese e Primo Ministro del Galles. Kevin Brennan mantenne il collegio al ritiro di Morgan, ed è rimasto deputato da allora.

## Membri del parlamento
| Elezione | Elezione           | Deputato        | Partito      |
| -------- | ------------------ | --------------- | ------------ |
|          | 1950               | George Thomas   | Laburista    |
|          | 1976               | George Thomas   | Speaker      |
|          | 1983               | Stefan Terlezki | Conservatore |
|          | 1987               | Rhodri Morgan   | Laburista    |
| 2001     | Kevin Brennan      |                 | Laburista    |
| 2024     | Alex Barros-Curtis |                 | Laburista    |

## Elezioni

### Elezioni negli anni 2020
| Partito                    | Partito                                | Candidato                  | Risultati 4 luglio 2024 | Risultati 4 luglio 2024 |
| Partito                    | Partito                                | Candidato                  | Voti                    | %                       |
| -------------------------- | -------------------------------------- | -------------------------- | ----------------------- | ----------------------- |
|                            | Laburista                              | Alex Barros-Curtis         | 16 442                  | 36,74                   |
|                            | Plaid Cymru                            | Sharifah Rahman            | 9 423                   | 21,05                   |
|                            | Conservatore                           | Ellis Smith                | 6 835                   | 15,27                   |
|                            | Reform UK                              | Simon Llewellyn            | 5 626                   | 12,57                   |
|                            | Verdi                                  | Anthony Slaughter          | 3 157                   | 7,05                    |
|                            | Lib Dem                                | Alex Wilson                | 1 921                   | 4,29                    |
|                            | Propel                                 | Neil McEvoy                | 1 041                   | 2,33                    |
|                            | Indipendente                           | John Ernest Urquhart       | 241                     | 0,54                    |
|                            | Heritage                               | Sean Wesley                | 71                      | 0,16                    |
|                            |                                        |                            |                         |                         |
| Iscritti                   | Iscritti                               | Iscritti                   | 75 473                  | 100,00                  |
| ↳ Votanti (% su iscritti)  | ↳ Votanti (% su iscritti)              | ↳ Votanti (% su iscritti)  | 44 757                  | 59,30                   |
| ↳ Astenuti (% su iscritti) | ↳ Astenuti (% su iscritti)             | ↳ Astenuti (% su iscritti) | 30 716                  | 40,70                   |
|                            |                                        |                            |                         |                         |
|                            | Esito: collegio confermato a Laburista |                            |                         |                         |

### Elezioni negli anni 2010
| Partito                    | Partito                                | Candidato                  | Risultati 12 dicembre 2019 | Risultati 12 dicembre 2019 |
| Partito                    | Partito                                | Candidato                  | Voti                       | %                          |
| -------------------------- | -------------------------------------- | -------------------------- | -------------------------- | -------------------------- |
|                            | Laburista                              | Kevin Brennan              | 23 908                     | 51,77                      |
|                            | Conservatore                           | Carolyn Webster            | 12 922                     | 27,98                      |
|                            | Plaid Cymru                            | Boyd Clack                 | 3 864                      | 8,37                       |
|                            | Lib Dem                                | Callum Littlemore          | 2 731                      | 5,91                       |
|                            | Brexit                                 | Nick Mullins               | 1 619                      | 3,51                       |
|                            | Verdi                                  | David Griffin              | 1 133                      | 2,45                       |
|                            |                                        |                            |                            |                            |
| Iscritti                   | Iscritti                               | Iscritti                   | 68 508                     | 100,00                     |
| ↳ Votanti (% su iscritti)  | ↳ Votanti (% su iscritti)              | ↳ Votanti (% su iscritti)  | 46 177                     | 67,40                      |
| ↳ Astenuti (% su iscritti) | ↳ Astenuti (% su iscritti)             | ↳ Astenuti (% su iscritti) | 22 331                     | 32,60                      |
|                            |                                        |                            |                            |                            |
|                            | Esito: collegio confermato a Laburista |                            |                            |                            |

| Partito                    | Partito                                | Candidato                  | Risultati 8 giugno 2017 | Risultati 8 giugno 2017 |
| Partito                    | Partito                                | Candidato                  | Voti                    | %                       |
| -------------------------- | -------------------------------------- | -------------------------- | ----------------------- | ----------------------- |
|                            | Laburista                              | Kevin Brennan              | 26 425                  | 56,67                   |
|                            | Conservatore                           | Matt Smith                 | 13 874                  | 29,75                   |
|                            | Plaid Cymru                            | Michael Deem               | 4 418                   | 9,47                    |
|                            | Lib Dem                                | Alex Meredith              | 1 214                   | 2,60                    |
|                            | UKIP                                   | Richard Lewis              | 698                     | 1,50                    |
|                            |                                        |                            |                         |                         |
| Iscritti                   | Iscritti                               | Iscritti                   | 66 803                  | 100,00                  |
| ↳ Votanti (% su iscritti)  | ↳ Votanti (% su iscritti)              | ↳ Votanti (% su iscritti)  | 46 629                  | 69,80                   |
| ↳ Astenuti (% su iscritti) | ↳ Astenuti (% su iscritti)             | ↳ Astenuti (% su iscritti) | 20 174                  | 30,20                   |
|                            |                                        |                            |                         |                         |
|                            | Esito: collegio confermato a Laburista |                            |                         |                         |

| Partito                    | Partito                                | Candidato                  | Risultati 7 maggio 2015 | Risultati 7 maggio 2015 |
| Partito                    | Partito                                | Candidato                  | Voti                    | %                       |
| -------------------------- | -------------------------------------- | -------------------------- | ----------------------- | ----------------------- |
|                            | Laburista                              | Kevin Brennan              | 17 803                  | 40,66                   |
|                            | Conservatore                           | James Taghdissian          | 11 014                  | 25,16                   |
|                            | Plaid Cymru                            | Neil McEvoy                | 6 096                   | 13,92                   |
|                            | UKIP                                   | Brian Morris               | 4 923                   | 11,24                   |
|                            | Lib Dem                                | Cadan ap Tomos             | 2 069                   | 4,73                    |
|                            | Verdi                                  | Ken Barker                 | 1 704                   | 3,89                    |
|                            | TUSC                                   | Helen Jones                | 173                     | 0,40                    |
|                            |                                        |                            |                         |                         |
| Iscritti                   | Iscritti                               | Iscritti                   | 66 756                  | 100,00                  |
| ↳ Votanti (% su iscritti)  | ↳ Votanti (% su iscritti)              | ↳ Votanti (% su iscritti)  | 43 792                  | 65,60                   |
| ↳ Astenuti (% su iscritti) | ↳ Astenuti (% su iscritti)             | ↳ Astenuti (% su iscritti) | 22 964                  | 34,40                   |
|                            |                                        |                            |                         |                         |
|                            | Esito: collegio confermato a Laburista |                            |                         |                         |

| Partito                    | Partito                                | Candidato                  | Risultati 6 maggio 2010 | Risultati 6 maggio 2010 |
| Partito                    | Partito                                | Candidato                  | Voti                    | %                       |
| -------------------------- | -------------------------------------- | -------------------------- | ----------------------- | ----------------------- |
|                            | Laburista                              | Kevin Brennan              | 16 893                  | 41,25                   |
|                            | Conservatore                           | Angela Jones-Evans         | 12 143                  | 29,65                   |
|                            | Lib Dem                                | Rachael Hitchinson         | 7 186                   | 17,55                   |
|                            | Plaid Cymru                            | Mohammed Islam             | 2 868                   | 7,00                    |
|                            | UKIP                                   | Michael Hennessey          | 1 117                   | 2,73                    |
|                            | Verdi                                  | Jake Griffiths             | 750                     | 1,83                    |
|                            |                                        |                            |                         |                         |
| Iscritti                   | Iscritti                               | Iscritti                   | 62 817                  | 100,00                  |
| ↳ Votanti (% su iscritti)  | ↳ Votanti (% su iscritti)              | ↳ Votanti (% su iscritti)  | 40 957                  | 65,20                   |
| ↳ Astenuti (% su iscritti) | ↳ Astenuti (% su iscritti)             | ↳ Astenuti (% su iscritti) | 21 860                  | 34,80                   |
|                            |                                        |                            |                         |                         |
|                            | Esito: collegio confermato a Laburista |                            |                         |                         |

### Elezioni negli anni 2000
| Partito                    | Partito                                | Candidato                  | Risultati 5 maggio 2005 | Risultati 5 maggio 2005 |
| Partito                    | Partito                                | Candidato                  | Voti                    | %                       |
| -------------------------- | -------------------------------------- | -------------------------- | ----------------------- | ----------------------- |
|                            | Laburista                              | Kevin Brennan              | 15 729                  | 45,51                   |
|                            | Conservatore                           | Simon Baker                | 7 562                   | 21,88                   |
|                            | Lib Dem                                | Alison Goldsworthy         | 6 060                   | 17,53                   |
|                            | Plaid Cymru                            | Neil McEvoy                | 4 316                   | 12,49                   |
|                            | UKIP                                   | Joe Callan                 | 727                     | 2,10                    |
|                            | Rainbow Dream Ticket                   | Catherine Taylor-Dawson    | 167                     | 0,48                    |
|                            |                                        |                            |                         |                         |
| Iscritti                   | Iscritti                               | Iscritti                   | 59 897                  | 100,00                  |
| ↳ Votanti (% su iscritti)  | ↳ Votanti (% su iscritti)              | ↳ Votanti (% su iscritti)  | 34 561                  | 57,70                   |
| ↳ Astenuti (% su iscritti) | ↳ Astenuti (% su iscritti)             | ↳ Astenuti (% su iscritti) | 25 336                  | 42,30                   |
|                            |                                        |                            |                         |                         |
|                            | Esito: collegio confermato a Laburista |                            |                         |                         |

| Partito                    | Partito                                | Candidato                  | Risultati 7 giugno 2001 | Risultati 7 giugno 2001 |
| Partito                    | Partito                                | Candidato                  | Voti                    | %                       |
| -------------------------- | -------------------------------------- | -------------------------- | ----------------------- | ----------------------- |
|                            | Laburista                              | Kevin Brennan              | 18 594                  | 54,56                   |
|                            | Conservatore                           | Andrew Davies              | 7 273                   | 21,34                   |
|                            | Lib Dem                                | Jacqui Gasson              | 4 458                   | 13,08                   |
|                            | Plaid Cymru                            | Delme Bowen                | 3 296                   | 9,67                    |
|                            | UKIP                                   | Joyce Jenking              | 462                     | 1,36                    |
|                            |                                        |                            |                         |                         |
| Iscritti                   | Iscritti                               | Iscritti                   | 58 361                  | 100,00                  |
| ↳ Votanti (% su iscritti)  | ↳ Votanti (% su iscritti)              | ↳ Votanti (% su iscritti)  | 34 083                  | 58,40                   |
| ↳ Astenuti (% su iscritti) | ↳ Astenuti (% su iscritti)             | ↳ Astenuti (% su iscritti) | 24 278                  | 41,60                   |
|                            |                                        |                            |                         |                         |
|                            | Esito: collegio confermato a Laburista |                            |                         |                         |

## Risultati dei referendum

### Referendum sulla permanenza del Regno Unito nell'Unione europea del 2016
|             | Collegio     | Lasciare UE % | Rimanere in UE % |
| ----------- | ------------ | ------------- | ---------------- |
|             | Cardiff West | 44,8%         | 55,2%            |
|             | Galles       | 52,5%         | 47,5%            |
| Regno Unito | 51,9%        | 48,1%         |                  |